# حشره‌خوار عربی
 حشره‌خوار عربی (نام علمی: Crocidura arabica) نام یک گونه از سرده حشره‌خوارهای دندان‌سفید است.